# Phyllonorycter uchidai
Phyllonorycter uchidai là một loài bướm đêm thuộc họ Gracillariidae. Nó được tìm thấy ở Nhật Bản (Hokkaido).
Sải cánh dài 6–7 mm.
Ấu trùng ăn Sorbus alnifolia. Chúng ăn lá nơi chúng làm tổ. The mine is ptychonomous và located on the upper surface of the leaf.